# Sonic Spinball (achtbaan)
Spinball Whizzer (eerder Sonic Spinball) is een draaiende achtbaan in het Engelse attractiepark Alton Towers.

## Algemene informatie
De baan werd gebouwd door Maurer Rides en opende in 2004. Het oorspronkelijke flipperkastthema werd aan het eind van 2009 gewijzigd in een Sonic the Hedgehog-thema aangezien Sega sponsor werd van de baan. De naam wijzigde hierdoor in Sonic Spinball, wat afgeleid is van de Sonic the Hedgehog Spinball-flipperkast. In 2016 was de naam terug veranderd in Spinball Whizzer en was het Sonic thema verdwenen.

## Technische informatie
- Baanlengte: 450 m
- Maximale hoogte: 17 m
- Aantal wagens: 8; iedere trein bevat 2 rijen van 2 personen die rug aan rug zitten

## Galerij

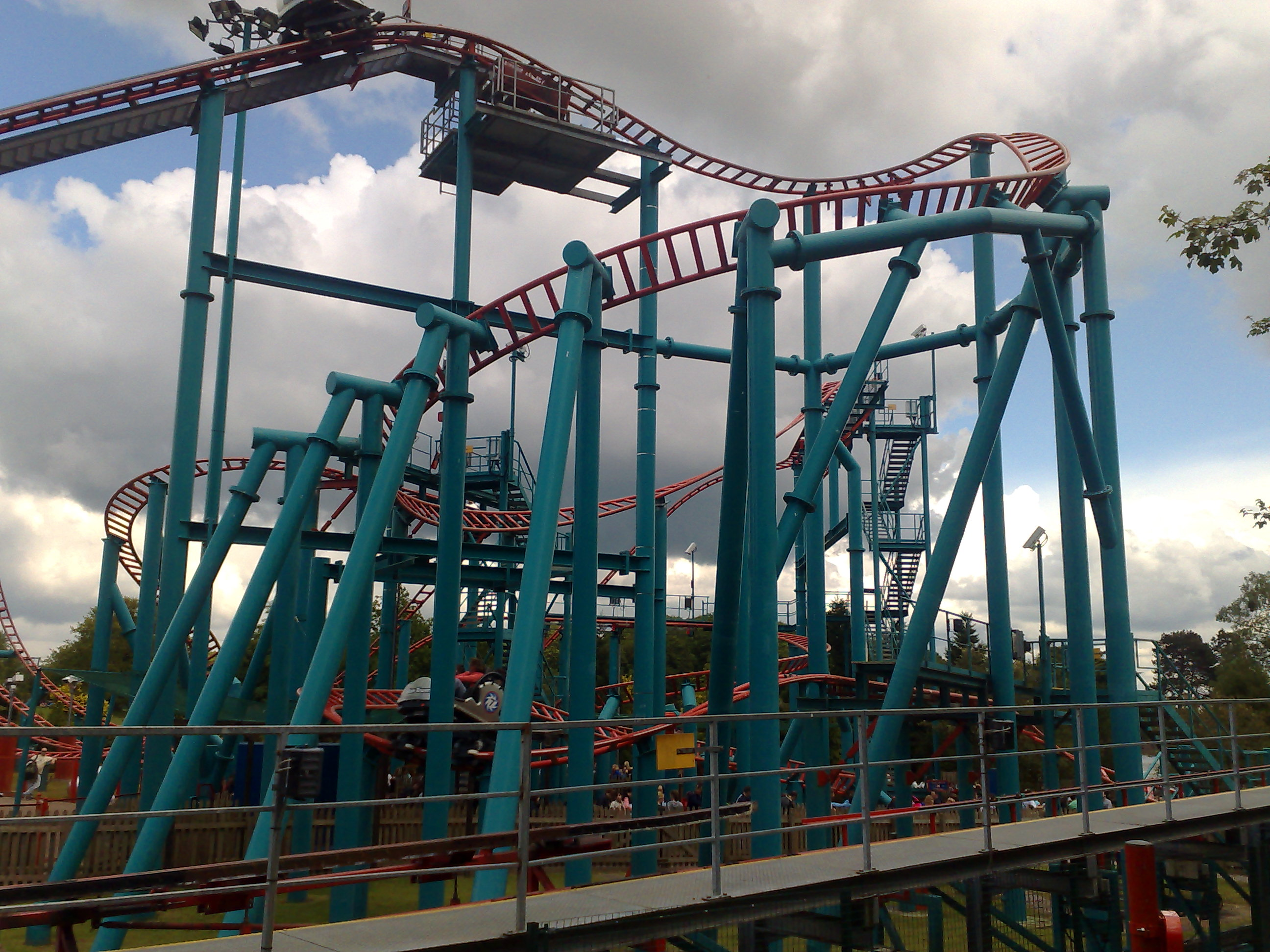
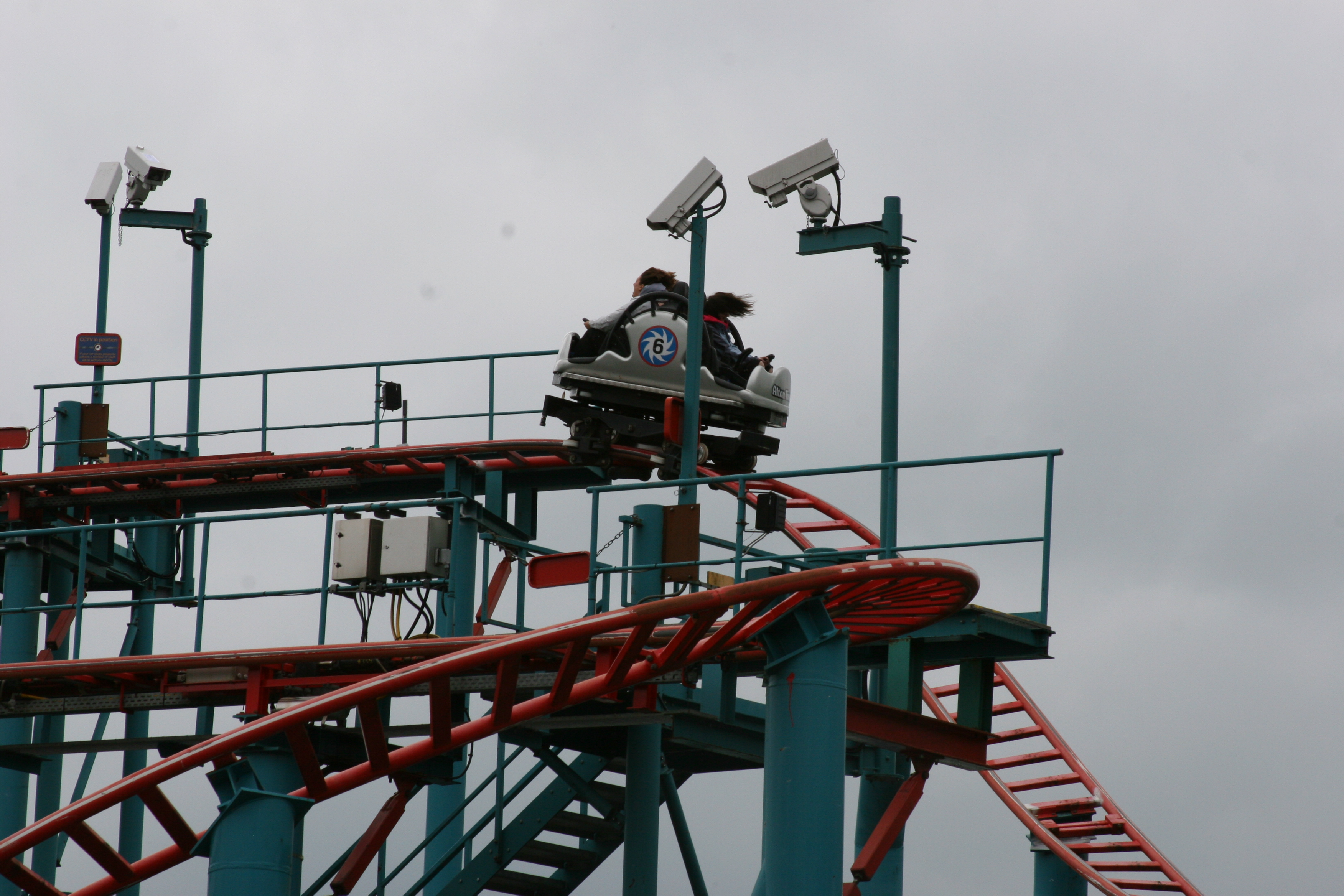
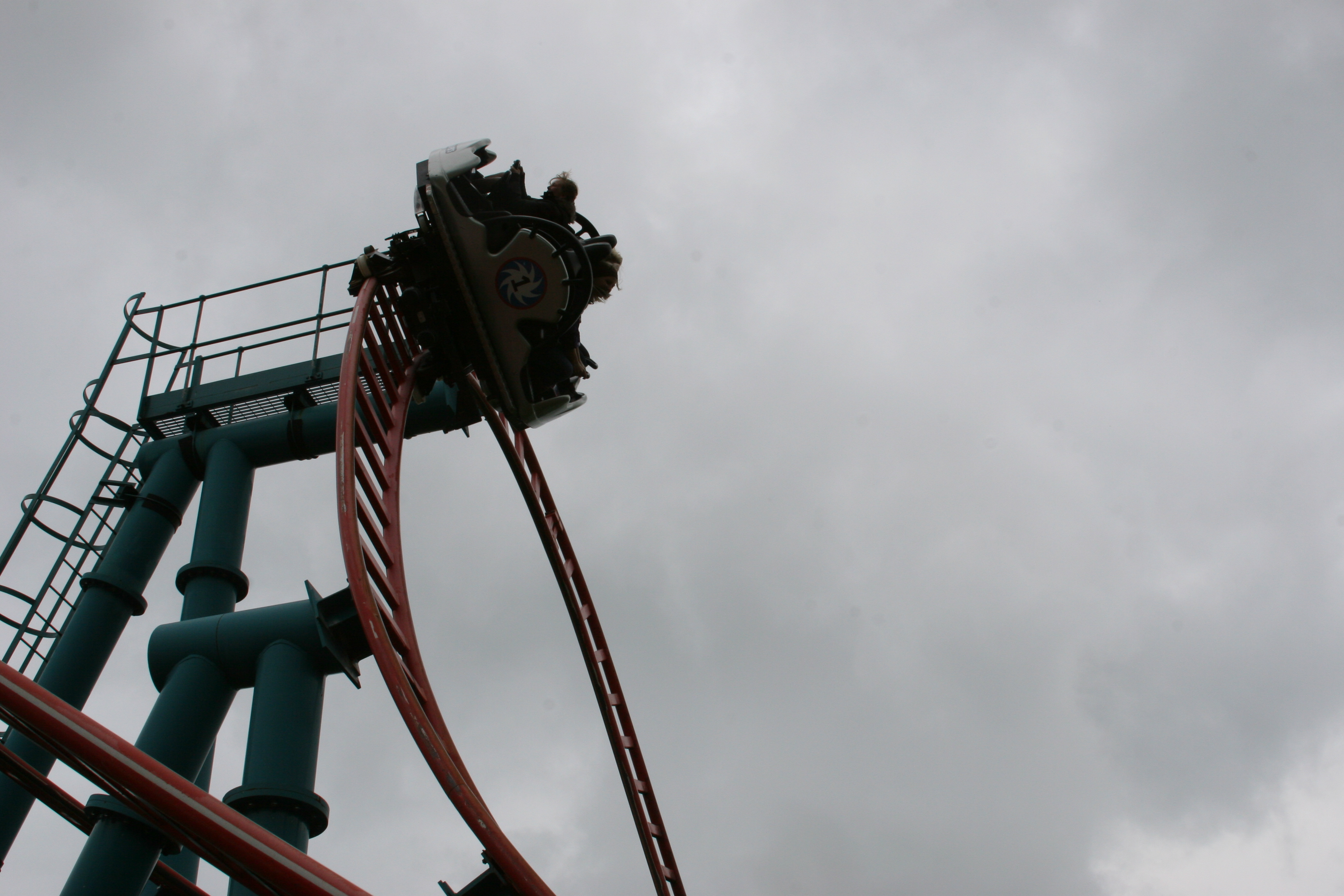
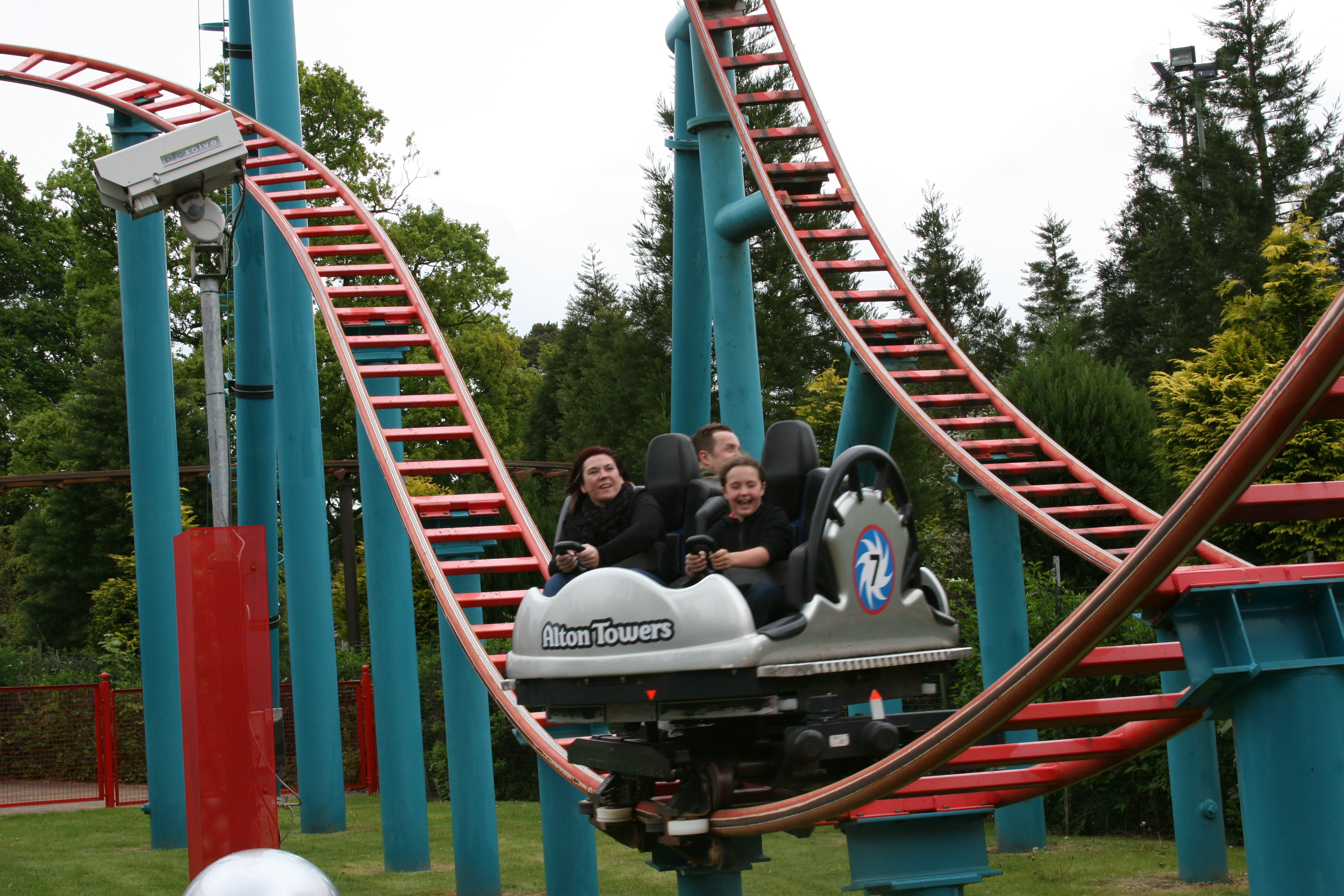